# زاسنیتس
زاسنیتس (به آلمانی: Sassnitz) شهری در ایالت مکلنبورگ-فورپومن در کشور آلمان است.

## نگارخانه

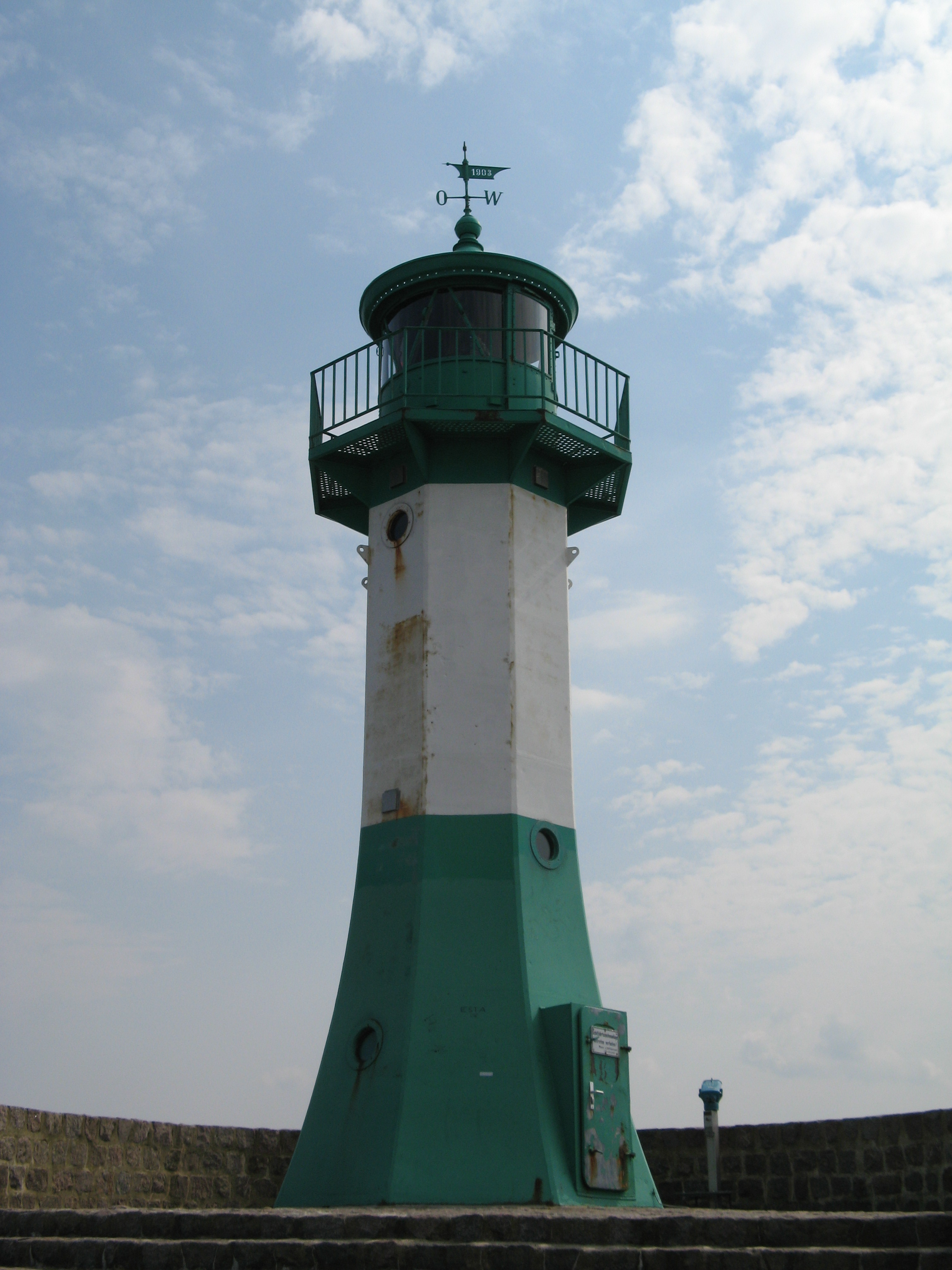
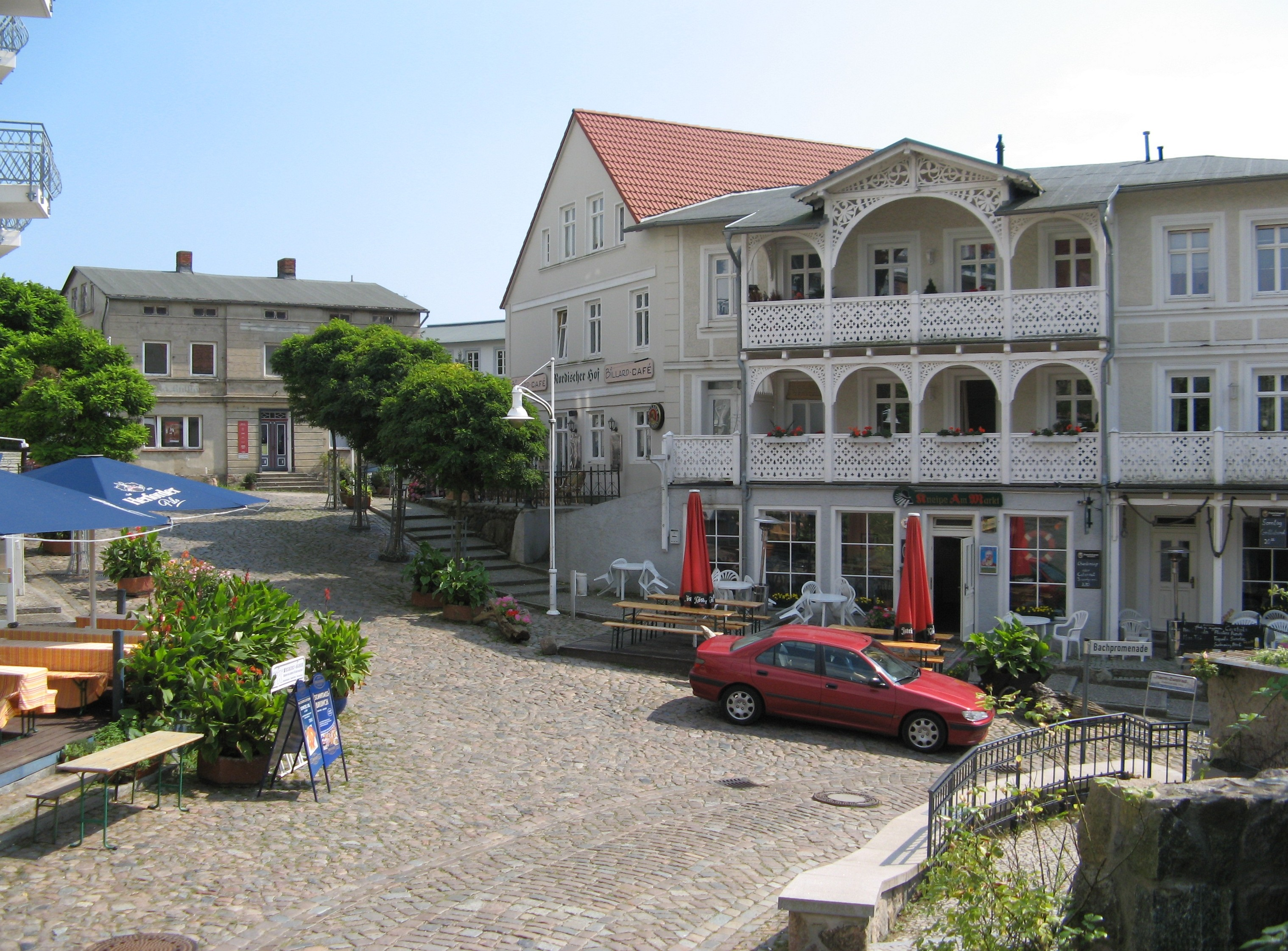
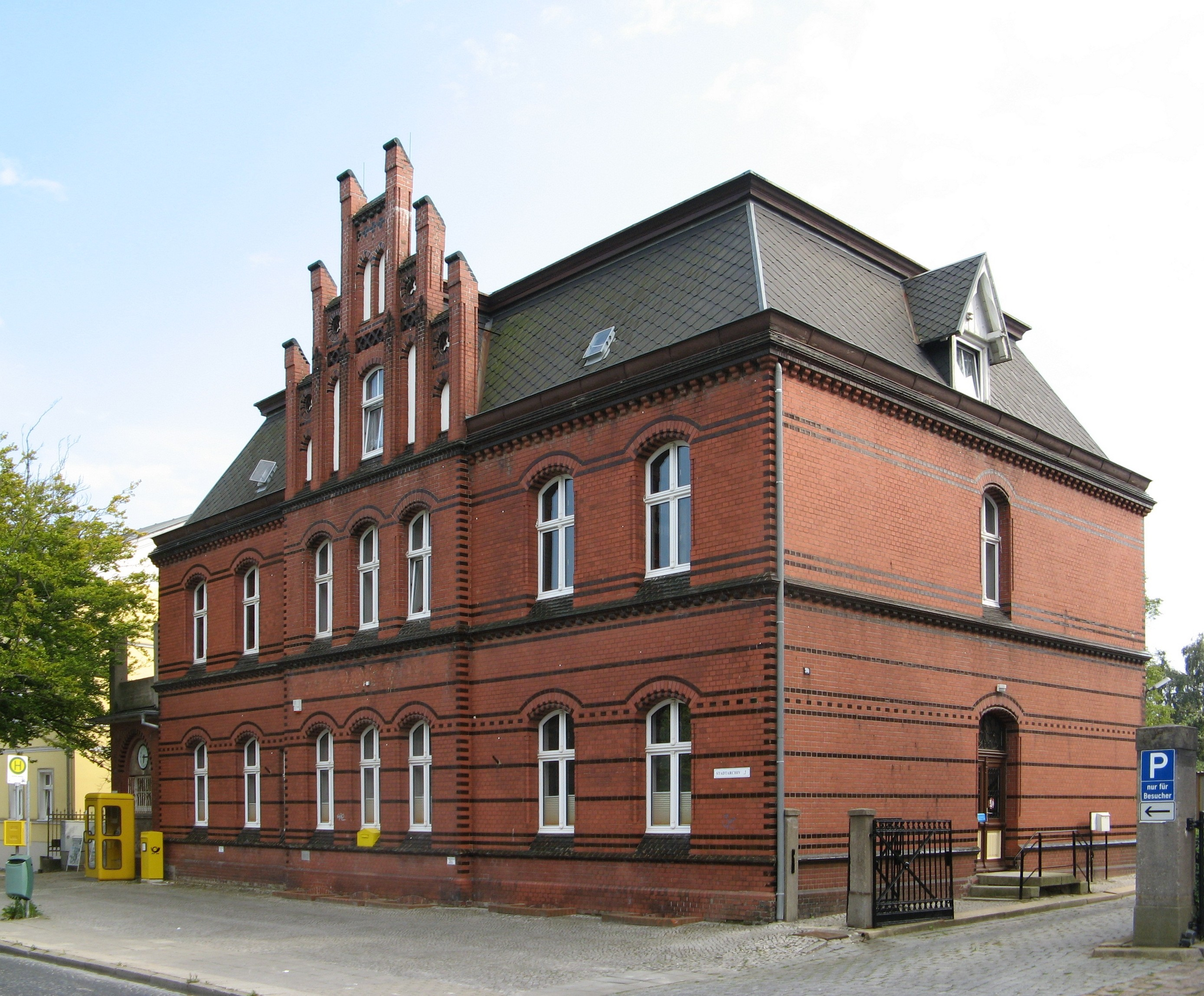